# Reno County
Reno County is een county in de Amerikaanse staat Kansas.
De county heeft een landoppervlakte van 3.249 km² en telt 64.790 inwoners (volkstelling 2000). De hoofdplaats is Hutchinson.

## Bevolkingsontwikkeling

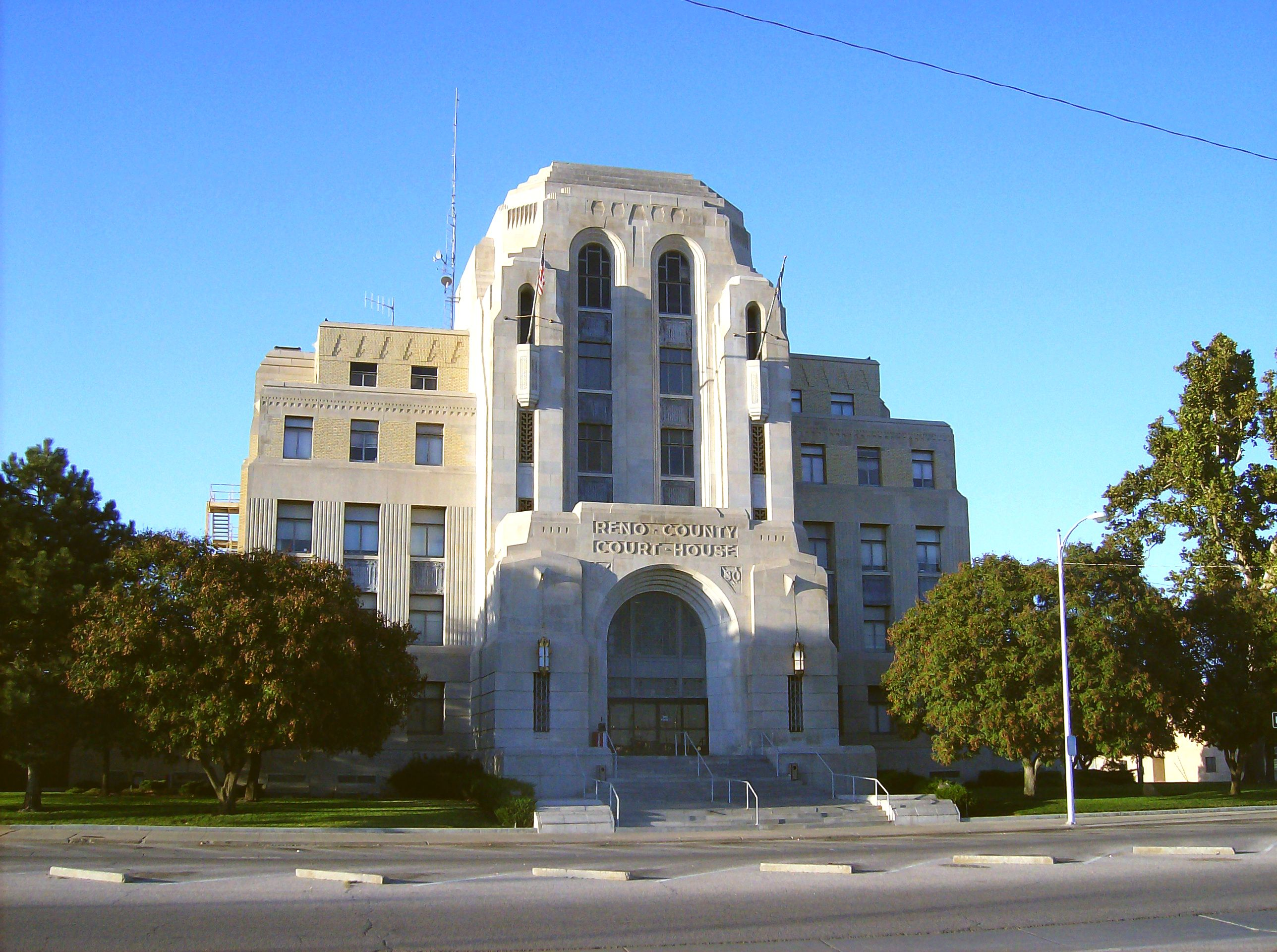
Reno County Courthouse